# ربکا گیبنی
ربکا گیبنی (انگلیسی: Rebecca Gibney؛ زادهٔ ۱۴ دسامبر ۱۹۶۴) هنرپیشه نیوزیلندی تبار استرالیایی است. او از میانه دهه ۱۹۸۰ فعالیت بازیگری خود را آغاز کرد و بیشتر در فیلم‌ها و سریال‌های تلویزیونی استرالیایی به ایفای نقش می‌پردازد.
از فیلم‌های معروف او می‌توان به فیلم‌هایی چون روانی اشاره کرد.